# Hermannus van Tongeren sr.
Hermannus van Tongeren (Bergen op Zoom, 16 april 1876 - concentratiekamp Sachsenhausen, 29 maart 1941) was een Nederlands generaal-majoor tit. der genie en Grootmeester van de Orde van Vrijmetselaren onder het Grootoosten der Nederlanden. Van Tongeren was ridder in de Militaire Willems-Orde en officier in de Orde van Oranje-Nassau.

## Levensloop
Van Tongeren volgde een opleiding tot genieofficier aan de Koninklijke Militaire Academie in Breda en diende vervolgens in Nederlands-Indië. Vanwege zijn optreden als tweede luitenant der genie tijdens de Atjehoorlog in juni 1898 werd hem in 1899 de Militaire Willems-Orde toegeken. In 1914 werd hij bevorderd tot luitenant-kolonel. In 1916 nam hij ontslag op basis van zijn twintig dienstjaren in de tropen. Als vrijmetselaar werd hij ingewijd in Batavia bij de loge 'Ster in het Oosten'. Later werd hij bevorderd tot gezel-vrijmetselaar in de loge 'Prins Frederik' te Kota Radja. Uiteindelijk volgde zijn verheffing tot Meester-vrijmetselaar in de loge 'Tidar' te Magelang. Vanaf 1917 was hij actief als lid van Loge 'Nos Vinxit Libertas' te Amsterdam, waarvan hij tevens Voorzittend Meester was in de periode 1920 tot 1936. In 1928 werd Van Tongeren gekozen tot Grootmeester. Toen de vrijmetselarij tijdens de Tweede Wereldoorlog door de nazi's verboden werd, wist Van Tongeren een aanzienlijk bedrag van de Ordekas naar het Nederlandse verzet door te sluizen. Zijn dochter Jacoba van Tongeren mocht dit geld gebruiken voor het werk van de verzetsgroep Groep 2000. Op 11 oktober 1940 werd hij door de Gestapo-chef en SS-Hauptsturmführer Klaus Barbie gearresteerd, en op 13 maart 1941 werd hij op transport gezet naar het concentratiekamp Sachsenhausen, alwaar hij 14 dagen later overleed.